# ستيوارت ديفين
ستيوارت ديفين (بالإنجليزية: Stewart Devine)‏ (1 مايو 1983 بإدنبرة في المملكة المتحدة - ) هو لاعب كرة قدم بريطاني في مركز الدفاع. لعب مع بونيس يونايتد ونادي سترنرير ‏ ونادي ستيرلينغ ألبيون.

## وصلات خارجية
- ستيوارت ديفين على موقع قاعدة بيانات كرة القدم.إي يو (الإنجليزية)
- ستيوارت ديفين على موقع Soccerbase.com (لاعب) (الإنجليزية)